# 해리 루이스

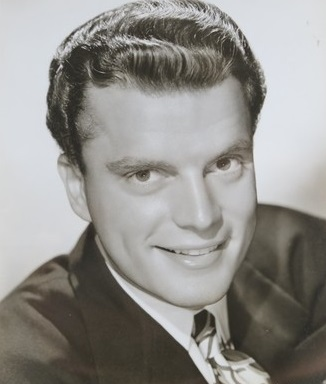

해리 루이스(Harry Lewis, 1920년 4월 1일~2013년 6월 9일)는 미국의 배우, 텔레비전 배우, 영화배우이다.
로스앤젤레스에서 태어났으며 베벌리힐스에서 사망하였다.

## 영화
- 런 포 더 힐스(1953년)
- 마이 프렌드 어머 고즈 웨스트(1950년)
- 건 크레이지(1950년)
- 정글 보이 봄바 2(1949년)
- 키 라르고(1948년)
- 올웨이스 인 마이 하트(1942년)